# استون ابوتز
استون ابوتز (به انگلیسی: Aston Abbotts) یک روستا و محله مدنی در بریتانیا است که در ایلسبوری ویل واقع شده‌است. استون ابوتز ۳۶۶ نفر جمعیت دارد.